# Libra jamaiquina
La libra jamaiquina o bien libra de Jamaica fue la unidad monetaria intermitente de la Colonia de Jamaica y dependencias desde 1758 hasta 1810 y desde 1834 hasta la independencia el 6 de agosto de 1962 pero como se convirtió en una Monarquía constitucional parlamentaria mantuvo el sistema monetario hasta el 8 de septiembre de 1969. Sustituyó al dólar español por ley del 31 de diciembre de 1840, a una tasa de 1 real = 4 chelines con 2 peniques y a partir de 1869: 1 dólar español = 6 chelines con 8 peniques. Esta divisa se subdividía en 20 chelines, y cada chelín constaba de 12 peniques.

## Historia
En 1509 en la isla de Jamaica en posesión del Imperio español, nombrada en ese entonces como «isla de Santiago», se fundó el primer asentamiento llamado «Sevilla la Nueva» —en donde Cristóbal Colón había desembarcado en 1494 y había regresado en su cuarto viaje pero al quedar varado, se estableció durante un año en la bahía de Santa Ana desde junio de 1503 hasta junio de 1504 y la llamó «Santa Gloria»— y en esa época su hijo y heredero Diego Colón, ordenó que se incorporara formalmente Jamaica en su nombre y en 1510 el conquistador Juan de Esquivel fue nombrado como su primer teniente de gobernador de Jamaica.
De esta manera la isla de Jamaica fue incorporada al Virreinato colombino que existió hasta 1526, en donde se usaban maravedíes propios con ceca en Sevilla desde 1505, y luego pasó a ser administrada por la sucesora gobernación de Santo Domingo, en donde siguieron circulando las monedas locales que desde 1528 también se producían en Burgos y desde 1542 pasaron a ser acuñados maravedíes de vellón y de plata en la ceca de Santo Domingo (en el Nuevo Mundo 44 maravedíes equivalían a 1 real español).
Luego de que finalizaran los pleitos colombinos continuados por la viuda María de Toledo, la Corona española en 1534 reconoció de forma nominal los títulos de tercer almirante de la Mar Océana, undécimo gobernador general y tercer virrey de las Indias al muy joven Luis Colón de Toledo que habían sido heredados de su padre, pero estos no se hicieron efectivos ya que el Imperio español en 1535 erigió al nuevo Virreinato de Nueva España que abarcaba a la incipiente Capitanía General de Santo Domingo, en la cual estaba incluida la isla que fue elevada a gobernación de Jamaica, y que en 1537 fuera entregada a modo de feudo hereditario a Luis Colón, duque de Veragua y marqués-señor de Jamaica, y por ende la isla siguió utilizando los maravedíes dominicanos hasta 1595 y posteriormente los reales novohispanos de plata, ya que la acuñación de monedas de oro en el Nuevo Mundo estaba prohibida.
Cuando la isla fue invadida por fuerzas de la entonces Mancomunidad de Inglaterra, Escocia e Irlanda y usurpada a los españoles en 1655, crearon la Colonia de Jamaica y dependencias —como ser las islas Caimán, las del Maíz o Corn Island, la costa de Mosquitos, los establecimientos entre los ríos Hondo y Belice, todos desde 1655, isla de la Tortuga de 1655 a 1665, y la isla de Providencia con islas anexas desde 1670— y continuó siéndolo con la Restauración monárquica de 1660.
Pero al ser Jamaica una posesión de poco valor económico en ese entonces no se acuñó moneda propia, por lo que comenzaron a utilizar las escasas monedas de cobre de la metrópoli y los chelines de plata «del árbol» y farthings jacobitas de estaño (¼ penique) de 1688, pero con el tiempo al dejar de acuñarse en Boston en 1684 y en Londres en 1690 respectivamente, pasaron a escasear, por lo cual volvieron a utilizar los reales novohispanos, ya que estaba prohibido la exportación desde la metrópoli de monedas de plata y oro, debido a las ideas del mercantilismo.
Para mitigar la escasez de fraccionario se acuñaron en Dublín en 1722 y en 1723 las monedas de cobre «de la rosa americana» y las «de Hibernia» en 1730, que circularon hasta 1734, y como seguían usándose los dólares españoles que eran una moneda internacional, una Asamblea jamaiquina autorizó que se resellaran columnarios en 1758, para legalizarlos y revalidarlos, hasta que en 1762 comenzaron a circular en la América británica las monedas de cobre «voce populi» y las conmemorativas «de Pitt», y todas se utilizaron hasta más allá de 1775 y además comenzarían a llegar los nuevos dólares de busto novohispanos y peruanos.
El Reino Unido de Gran Bretaña e Irlanda había adoptado el patrón oro en 1821 y después de las guerras de independencia hispanoamericanas, la fuente del dólar español se agotó, siendo la última acuñación en la Casa de la Moneda de Potosí del Alto Perú en 1825, entonces en este año se aprovechó para introducir la libra esterlina en todas las colonias británicas, por lo que se aprobó una orden imperial para que fuera de curso legal con la tasa de cambio de un dólar español por cuatro chelines con cuatro peniques.
Desde 1831 se acuñaron monedas de tres peniques de plata esterlina de la América británica (se acuñaron hasta 1844, 1847-1848 y 1852, y se usaron hasta 1869). En 1834 se introdujeron monedas de 1½ peniques de plata (1½ penny, en inglés, era 1 black dog = ¼ real español) para uso exclusivo en Jamaica y sus dependencias que eran las islas Caimán, las del Maíz o Corn Island y la costa de Mosquitos con los cayos Misquitos desde 1824 y con San Juan del Norte desde 1848 (también se usó en la asiática isla de Ceilán, y se acuñaron hasta 1862 pero circularon en Jamaica también hasta 1869).
En 1838 hubo que introducir una legislación correctiva para establecer la tasa más realista de un dólar equivalente a 4 chelines con 2 peniques, sin embargo, en la Colonia de Jamaica y dependencias, en las islas Bermudas, en Honduras Británica y posteriormente en las islas Bahamas, la tasa oficial se dejó de lado, en favor de lo que se conocía como la exitosa tradición «Maccaroni» del Banco de Nueva Escocia que lo introdujo, en el cual al chelín británico se lo trataba como si fuera un cuarto de dólar español (1 chelín «Maccaroni» = 2 reales españoles).

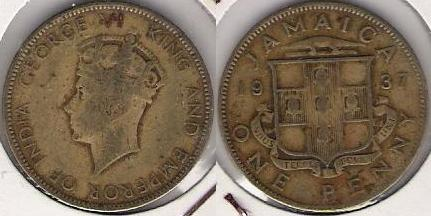
Penique jamaiquino del rey Jorge VI de 1937.

En 1839 el Parlamento británico aprobó una ley que declaraba que a partir del 31 de diciembre de 1840, sólo la moneda de la libra esterlina podría ser de curso legal en Jamaica, desmonetizando todas las monedas españolas, con la excepción del doblón de oro que fue valuada en £3,4s (3 libras con 4 chelines). Las monedas que entrarían en vigencia en teoría eran las mismas que circulaban en el Reino Unido pero escaseaban y constaban de los siguientes valores: ¼, ½, 1 y 6 peniques (pence, en inglés), 1 chelín (shillings, en inglés), 1 florín (2 chelines), ½ corona (2 chelines con 6 peniques) y 1 corona (crown, en inglés, eran 5 chelines).

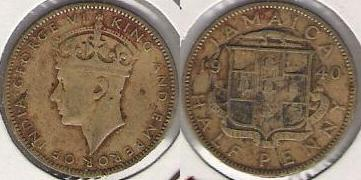
Medio penique jamaiquino del rey Jorge VI de 1940.

Como la emancipación de los esclavos fue en 1838 en Jamaica, trajo la necesidad de que se emitieran más monedas, especialmente las de menor denominación, pero estas se producirían en cobre y los antiguos esclavos se mostrarían reacios a aceptarlas, sin embargo, la solución fue utilizar en su lugar el cuproníquel, y esto se hizo efectivo en 1869, cuando se emitieron piezas de ½ y 1 penique, a una tasa de 1 dólar español por 6 chelines con 8 peniques. En 1880 se agregó al cono monetario la moneda de ¼ penique (farthing).
Durante el siglo XX en Jamaica siguieron emitiéndose monedas de ¼, ½ y 1 penique, y sus componentes oscilaban entre el cuproníquel desde 1869, el níquel-Latón desde 1937 y el cuproníquel-zinc en 1969. A mediados de este último año la libra fue sustituida por el dólar jamaiquino, a razón de 1 libra jamaiquina = 2 dólares jamaiquinos. La nueva divisa puesta en curso legal, el dólar, se subdivide en 100 centavos.

## Monedas
En la lista subsiguiente se detallan cada una de las piezas de diferentes etapas, estilos, metales y aleaciones:
- Farthing de cuproníquel (¼ penique, penny en inglés), en el anverso con rostro femenino con cabello recogido y diadema, rodeado con círculo punteado y orlado con leyenda en inglés y mayúsculas: VICTORIA QUEEN (reina Victoria) y en el exergo con años 1880, 1882, 1884-1885, 1887-1891, 1893-1895, 1897, 1899-1900; en el reverso con el escudo colonial de Jamaica rodeado de círculo punteado y orlado en parte superior e inferior con leyenda separada por viñetas a cada lado del escudo: * JAMAICA * FARTHING.
- De cuproníquel, en el anverso con busto masculino coronado y de perfil mirando a la derecha, rodeado con círculo punteado y orlado con leyenda: EDWARD VII KING AND EMPEROR (Eduardo VII, rey y emperador) y en el exergo con años 1902-1903, 1904-1907 y 1909-1910; en el reverso semejante al anterior pero en los dos primeros años con sombreado heráldico horizontal y luego vertical.
- De cuproníquel, en el anverso con busto masculino coronado de perfil, mirando a la izquierda, rodeado de círculo punteado y orlado con leyenda: * GEORGE V KING AND EMPEROR OF INDIA * (Jorge V, rey y emperador de India) y en el exergo con años 1914, 1916, 1918-1919, 1926, 1928, 1932 y 1934 y el reverso semejante al anterior.
- De latón de níquel, en el anverso con rostro masculino coronado de perfil, con cabeza corta el primer año y luego larga, mirando a la izquierda, con leyenda: GEORGE VI KING AND EMPEROR OF INDIA * (Jorge VI, rey y emperador de India); en el reverso semejante a los anteriores pero en vez de viñetas presenta la fecha en dos partes, separado por el escudo, con años 1937, 1938, 1942, 1945 y 1947.
- De latón de níquel, en el anverso semejante al anterior pero con leyenda: KING GEORGE THE SIXTH (Rey Jorge el Sexto) y el reverso semejante al anterior con años 1950 y 1952.[9]

- ½ penique de cuproníquel con el rostro de perfil izquierdo de la reina Victoria con los años 1869-1871, 1880, 1882, 1884-1885, 1887-1891, 1893-1895, 1897 y 1899-1900.
- De cuproníquel, con el busto hacia la derecha del rey Eduardo VII con los años 1902-1907, 1909-1910, y hacia la izquierda en 1914, 1916, 1918, 1920, 1926 y 1928.
- De latón de níquel con el rostro de perfil izquierdo del rey Jorge VI en 1937-1938, 1940, 1942, 1945, 1947, 1950 y 1952 con anversos y reversos semejantes al de las variantes de farthings y en este con leyenda inferior: HALF PENNY.
- De latón de níquel, en el anverso con busto femenino coronado, mirando a la derecha y orlado con leyenda: QUEEN ELIZABETH THE SECOND (Reina Isabel la Segunda) y en el reverso semejante a los anteriores con años 1955, 1957-1959 y 1961-1963.
- De latón de níquel, en el anverso semejante al anterior y el reverso con nuevo escudo de Jamaica independiente y orlado con leyenda superior e inferior: JAMAICA  HALF PENNY (fecha) con años 1964-1966.
- De cuproníquel-zinc por el centenario de la unidad monetaria jamaiquina, en el anverso semejante a los anteriores y en el reverso semejante al anterior pero con leyenda superior e inferior y a cada lado del nuevo escudo las fechas conmemoradas: JAMAICA  1869  HALF PENNY  1969.[9]

- 1 penique de cuproníquel (penny, en inglés), de latón de níquel y de cuproníquel-zinc, en las variantes de los anversos y reversos son semejantes a las del medio penique.[9]

- 1½ peniques de plata .925 (pence, en inglés) con el rostro de perfil derecho del rey Guillermo IV con años 1834 a 1837, y con el rostro de perfil izquierdo de la reina Victoria con años 1838-1843, 1860 y 1862. Ambos sin el nombre de la colonia.[12]

- 5 peniques de plata, resello de 1758 (sin fecha impresa) con un monograma formado por iniciales en latín: G.R. (GEORGIUS REX: rey Jorge) de letras rugosas en relieve dentro de un círculo incuso sobre dos variantes de columnarios de medio real novohispanos con ceca de México, 1742-1758 y sobre otros peruanos con ceca de Lima, 1752-1758.[13]

- 10 peniques de plata, contramarca de 1758 (sin fecha estampada) con mismo monograma del anterior sobre un real peruano con ceca en Lima, 1752-1758.[13]

- 1 chelín con 8 peniques de plata (1 shilling 8 pence, en inglés), resello de 1758 (sin fecha impresa) con mismo monograma de los anteriores sobre tres variantes de dos reales novohispanos con ceca de México, 1734-1758, sobre otros peruanos con ceca en Lima, 1752-1758 y sobre otros guatemaltecos con ceca de Guatemala, 1754-1758.[13]

- 3 chelines con 4 peniques de plata (3 shillings 4 pence), contramarca de 1758 (sin fecha estampada) con mismo monograma de los anteriores sobre cuatro reales novohispanos con ceca de México, 1747-1758.[14]

- 5 chelines de cuproníquel de 4 cm de diámetro, en el reverso con escudo de Jamaica independiente orlada de leyenda superior e inferior: * JAMAICA * FIVE SHILLINGS y en el reverso con corona imperial en la parte superior, separando fecha 1966 en dos, seguido por escritura inglesa en mayúscula y encolumnada: VIII BRITISH EMPIRE   AND   COMMONWEALTH    GAMES   KINGSTON   JAMAICA (VIII Juegos del Imperio británico y Mancomunidad, Kingston, Jamaica), y todo orlado con cadena de eslabones.[15]

- 6 chelines con 8 peniques, resello de plata de 1758 (sin fecha impresa) con mismo monograma de los anteriores sobre dos variantes de columnarios de ocho reales novohispanos con ceca de México, 1747-1758, sobre otro peruano con ceca en Lima, 1752-1758 y sobre otros guatemaltecos con ceca de Guatemala, 1754-1758.[14]

- 1 libra con 5 chelines de oro (pound, en inglés), contramarca de 1758 (y 1759, sin fechas estampadas) con mismo monograma de los anteriores sobre dos escudos de busto novogranadinos con ceca de Bogotá sin fecha (de 1757) y otros con ceca de Popayán sin fecha (de 1758 y de 1759). Ambas son actualmente piezas únicas.[14]

- 5 libras de oro (pounds, en inglés), resello de 1758 (y 1759, sin fechas impresas) con mismo monograma que los anteriores sobre ocho escudos de busto novohispanos con ceca en México de 1742, sobre otro chileno con ceca de Santiago de 1753 y sobre dos variantes peruanos con ceca de lima, de 1751 y de 1759. Todas son actualmente piezas muy raras.[16]

- 8 Escudos de oro, contramarca de 1773 (sin fecha estampada) con un monograma compuesto de letras mayúsculas en cursiva: GR (GEORGIUS REX: rey Jorge) debajo de un cocodrilo y ambos en círculo incuso sobre moneda de 26 mm de diámetro de ocho escudos peruanos con ceca de Lima de 1738 y otra de la década de 1740 (entre 1747 y 1749). Ambas actualmente son piezas muy raras.[17]

## Billetes
En 1904 se sanciona la "Currency Notes Law" que constituyó una Junta de Comisionados Monetarios responsables de la emisión de billetes de 10 chelines, sin embargo no se emitió papel moneda en ese momento. Esta ley fue modificada por la Ley 17 de 1918 que autorizó "la emisión de billetes de varias denominaciones ni bien se lo autorice". Los de la Junta de Comisionados Monetarios encargaron e hicieron efectiva la emisión de los primeros billetes en virtud de estas leyes el 15 de marzo de 1920. Las denominaciones de estos billetes eran de 2 chelines con 6 peniques, 5 chelines y 10 chelines. Sólo estas tres denominaciones más pequeñas fueron emitidas por la Junta de Comisionados; Ya que los billetes de 1 y 5 libras fueron emitidos por los bancos autorizados que operaban en Jamaica. En 1940, el banco del gobierno jamaiquino comenzó a producir £1 y £5.
En octubre de 1960, al Banco de Jamaica se le dio el derecho exclusivo de acuñar monedas y producir billetes de uso único para la isla. El 1 de mayo de 1961 aparecieron billetes de 5 y 10 chelines, 1 y 5 libras.
El 30 de enero de 1968, el Parlamento de Jamaica se pronunció en favor de decimalizar la unidad monetaria. De esta manera, el 8 de septiembre de 1969 se puso en vigencia una nueva moneda, el dólar jamaiquino.